# بیمارستان فوق تخصصی رضوی
در شهر مشهد قرار دارد. این بیمارستان غیردولتی و وابسته به آستان قدس رضوی است.

## تاریخچه
پروژهٔ ساخت بیمارستان ۳۲۰ تختخوابی رضوی در سال ۱۳۷۵ ه‍.خ آغاز شد.

### فاز یک

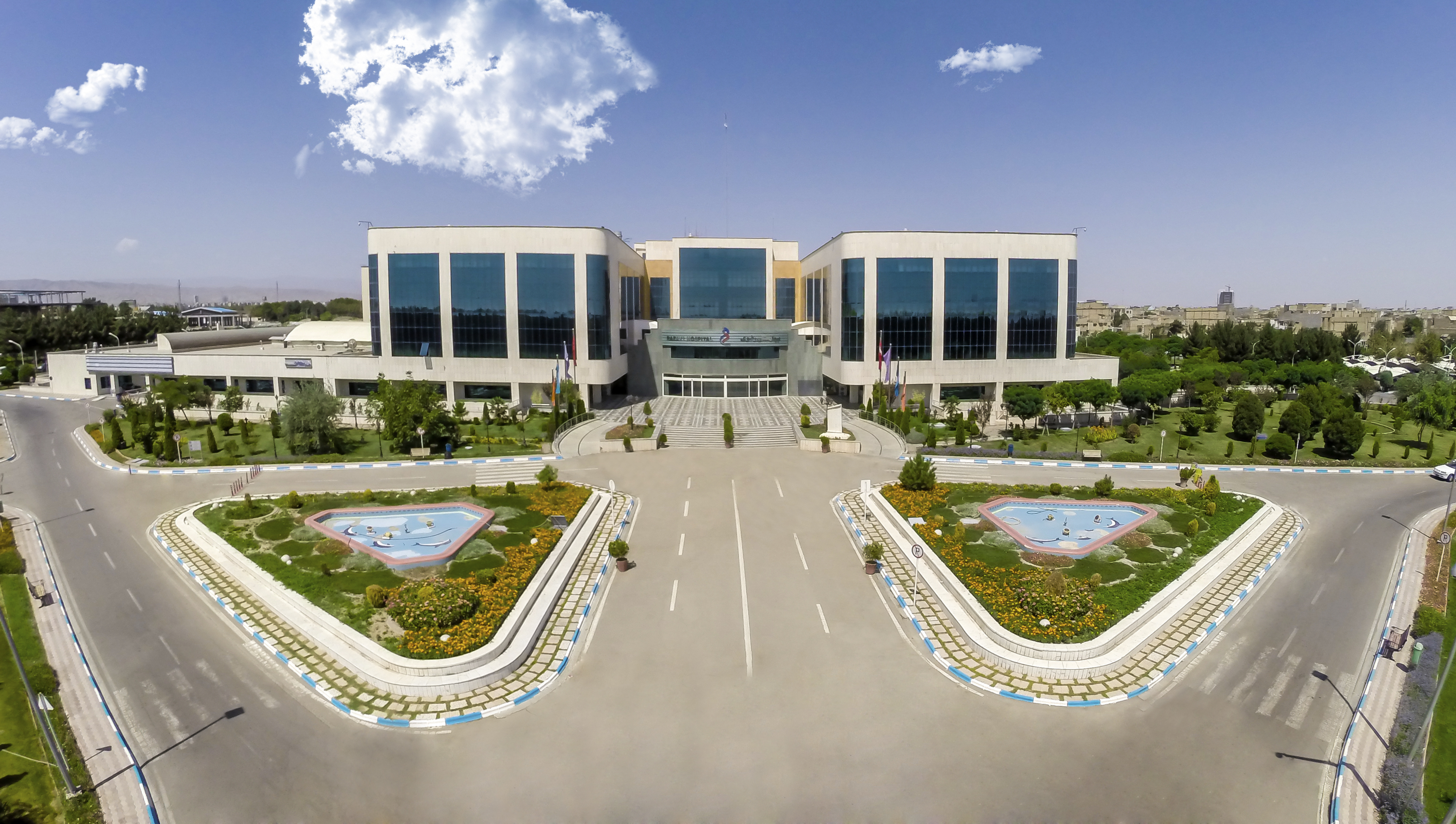
فاز اول بیمارستان فوق تخصصی رضوی

فاز اول بیمارستان فوق تخصصی رضوی در بهمن ماه سال ۱۳۸۴ در شهر مشهد افتتاح گردید. این بیمارستان در زمینی به مساحت ۳۹ هکتار با زیربنای حدود ۵۶٬۰۰۰ مترمربع در ۵ طبقه احداث شده‌است. ۳۶ هکتار از فضای مزبور، فضای سبز به‌شمار می‌رود.

#### خدمات فاز یک
کلینیکهای تخصصی و فوق تخصصی بیمارستان در فاز یک واقع شده‌است. بیمارستان دارای کلینیک‌های  تخصصی پیشرفته‌ای است شامل کلینیک چکاپ که در ۴ سطح به بررسی کامل سامانهٔ قلبی ـ عروقی، دستگاه گوارش، کبد و مجرای صفراوی، کلیه، مجاری ادراری و پروستات، چشم، گوش، حلق و بینی، مغز، نخاع، اعصاب و در افراد سالم و براساس سابقهٔ پزشکی ایشان و ریسک ابتلای به بیماری می‌پردازد.
اورژانس بیمارستان رضوی با ۱۴ تخت فعال مجهز به نمایشگر مرکزی دارای تخت سی‌پی‌آر، اتاق تریاژ، اتاق ایزوله، اتاق تزریقات و پانسمان و دو اتاق عمل سرپایی می‌باشد. امکانات پاراکلینیکی شامل، رادیوگرافی، سونوگرافی، سی تی اسکن و ام‌آرآی، اکوکاردیوگرافی، تست ورزش و نیز مشورت‌های داخلی، جراحی و جراحی اعصاب به‌طور ویژه در اختیار این بخش می‌باشد.

### فاز دو

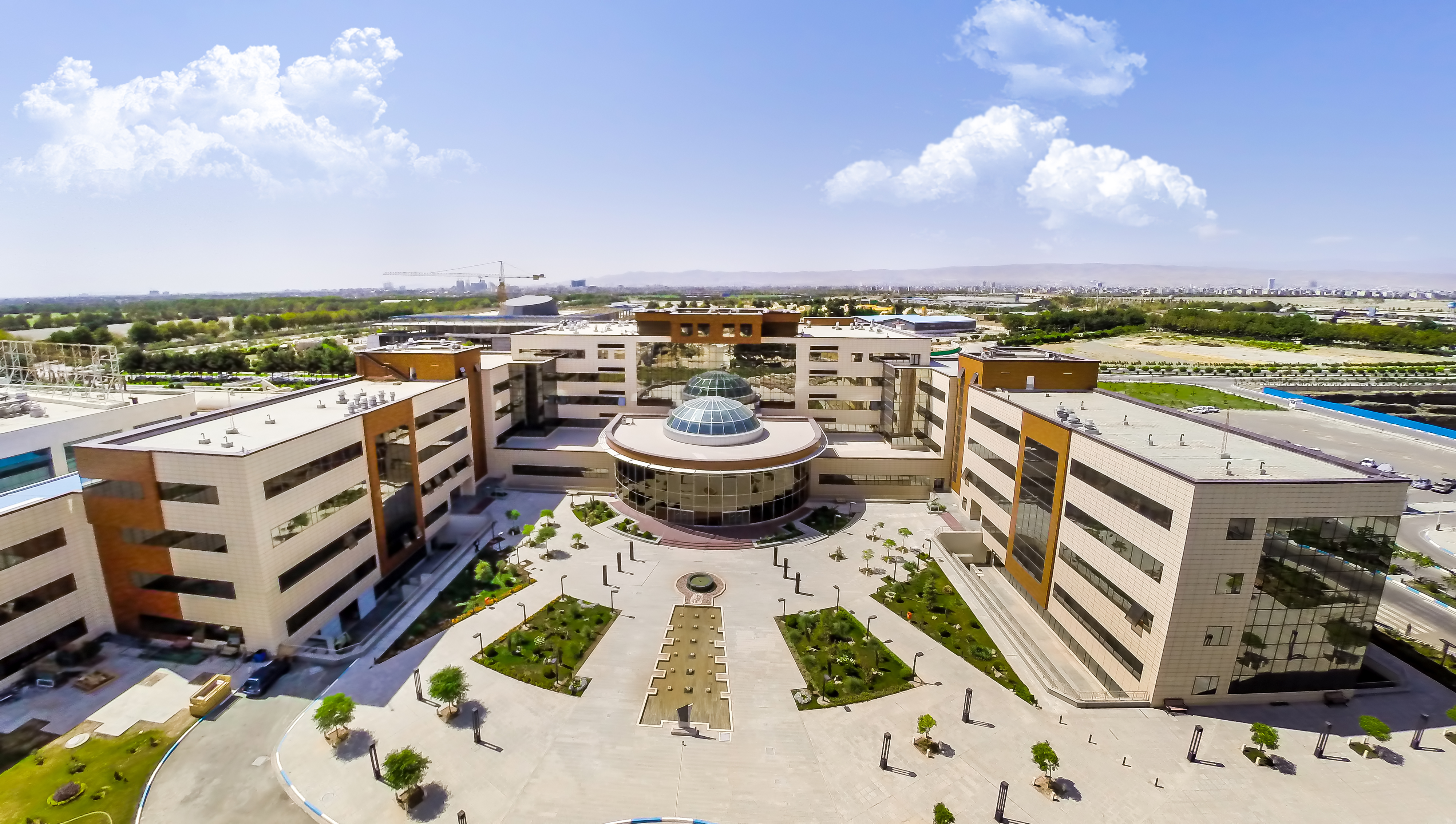
فاز دوم بیمارستان فوق تخصصی رضوی

فاز دوم بیمارستان رضوی در تاریخ ۳۰ شهریور ۱۳۹۲ افتتاح شد. عملیات احداث فاز ۲ بیمارستان از سال ۱۳۸۷ آغاز شد و پس از گذشت پنج سال به بهره‌برداری رسید. طراحی و ساخت این ساختمان را یک تیم ایرانی آلمانی بر عهده داشت؛ این ساختمان در مقابل آتش‌سوزی و نیز زلزلهٔ بیش از ۸ ریشتر مقاومت دارد. فاز ۲ بیمارستان رضوی ۴۰ هزار مترمربع زیربنا دارد و در شش طبقه و مجهز به ۱۷ اتاق عمل پیشرفته، ۱۸ اتاق بستری وی‌آی‌پی با کفپوش و کاغذ دیواریهای آنتی باکتریال است. برای توسعه و گسترش این بیمارستان با سرمایه‌گذاری آستان قدس رضوی با بیش از ۳ هزار میلیارد ریال هزینه شده‌است.

#### خدمات فاز دو
این ساختمان دارای بخش‌های پزشکی هسته‌ای و رادیوتراپی؛ اتاق‌های عمل نو، بخش‌های بخش ویژه و بخش‌های بستری است. اتاق‌های عمل به گونه‌ای احداث و تجهیز شده که در آینده قابلیت استفاده از فناوری جراحی ماشینی با ربات را داشته باشد.
بخش اداری و مالی بیمارستان در این ساختمان جای گرفته‌اند. این بیمارستان دارای کتابخانهٔ بزرگ و مجهزی در حدود ۶۵۰ متر مربع است.
متمرکز کردن خدمات درمانی مرتبط با سرطان در «مرکز مهر رضوی» اتفاق می‌افتد. مرکز مهر به‌عنوان یکی از پیشرفته‌ترین مراکز تحقیقات، آموزش، غربالگری، تشخیص و درمان سرطان کشور در مهر ماه سال ۱۳۹۴ افتتاح شد؛ و از این نظر تنها مرکز از این نوع در ایران است. خدمات مرتبط با آموزش همگانی، ویزیت‌های نیم‌ساعتهٔ رایگان، غربالگری سرطان، غربالگری سرطان برای تمامی افراد، تشکیل کمیسیون‌های پزشکی هفته به هفته و با مشورت کلیهٔ پزشکان متخصص، خدمات مشاوره و روانشناسی، هنر درمانی و کاردرمانی این مرکز در حال حاضر فعال شده‌است.
مرکز پزشکی هسته‌ای بیمارستان رضوی یکی از مجهزترین مراکز پزشکی هسته‌ای ایران به‌شمار رفته و به دستگاه‌های روز دنیا در زمینهٔ تشخیص و درمان بیماری‌ها به خصوص انواع سرطانها، بیماری‌های تیروئید، اسکن قلب و ریه و نیز دستگاه‌های بسیار پیشرفته پرتو درمانی و پت اسکن مجهز می‌باشد. اتاق‌های مجهز این بخش در زمینهٔ رادیو درمان‌ها در منطقه کم‌نظیر است.

## چارت اداری و درمانی
کادر اداره بیمارستان شامل مدیرعامل، معاون درمان، معاون آموزشی و پژوهشی، مدیر داخلی، مدیر مالی، و مدیر پرستاری است.

### معاونت درمان
بخش‌های درمانی، اتاق‌های عمل، کلینیک‌ها و پاراکلینیکها زیر مجموعه معاونت درمان قرار دارند.

#### بخش‌های درمانی
شامل سه بخش قلب، بخش مراقبت‌های ویژه قلبی (CCU)، آنژیو گرافی، جراحی قلب، ICUجراحی قلب، اتاق عمل‌های مرکزی،ICUجراحی، سه بخش جراحی، بخش زنان و زایمان، مراقبت‌های ویژه نوزادان NICU، جراحی کودکان، نورولوژی و جراحی اعصاب، بخش باروری و IVF، بخش چشم، گوش، حلق و بینی، سه بخش VIP، بخش رادیوتراپی – آنکولوژی، پزشکی هسته‌ای، هماتولوژی و آنکولوژی، آندوسکوپی، بخش همودیالیز، فیزیوتراپی و بخش اورژانس است.

#### کلینیک‌ها
شامل کلینیک‌های قلب و عروق، جراحی قلب، هولتر مانیتورینگ، اکوکاردیوگرافی، کلینیک تست ورزش، پوست، چکاپ، تغذیه، طب سوزنی، داخلی، ریه، عفونی، نفرولوژی، غدد، گوارش، اطفال و نوزادان، زنان، ژنتیک، دندانپزشکی، کلینیک گوش، حلق و بینی، چشم و بینایی سنجی، ارتوپدی، اورولوژی، انکولوژی، مغز و اعصاب، کلینیک جراحی اعصاب، روانپزشکی، جراحی، کلینیک نوار عصب و عضله و کلینیک شنوایی سنجی است.

#### پاراکلینیک‌ها
شامل آزمایشگاه، رادیولوژی، ام‌آرآی، بخش سنگ‌شکن برون اندامی، بخش بازتوانی قلب و داروخانه می‌باشد. مجموعه خدمات پاراکلینیکی ارائه شده در بیمارستان عبارتند از: خدمات تصویربرداری پزشکی، سونوگرافی، سی تی اسکن،MRI، کولونوسکوپی،ERCP، رکتوسیگموئیدوسکوپی، آندوسکوپی، خدمات تشخیصی طب هسته‌ای، IVF، بادی باکس، لیزر، MPC، الکتروآنسفالوگرافی، آزمایش‌های تشخیص طبی، شیمی درمانی، اکوکاردیوگرافی، آندوسونوگرافی، برونکوسکپی، گاستروستومی، دابل بالون، الکترومیوگرافی، بررسی‌های پاتولوژی،NST، دانسیتومتری، آنژیوگرافی چشم(HRA، توپوگرافی،HRC،OCT، تست ورزش، هولتر، PROGRAm PACE،Tilt، الکتروکاردیوگرافی (نوار قلب)، اسپیرومتری، AB SCAN، پاکیمتری، اسپاکولار، UBM، لیزر PRP، یاگ لیزر، پریمتری، کنتاکت لنز،FAF،HRT، فیزیوتراپی، بازتوانی، بینایی سنجی، خدمات شنوایی سنجی.

#### اتاق‌های عمل

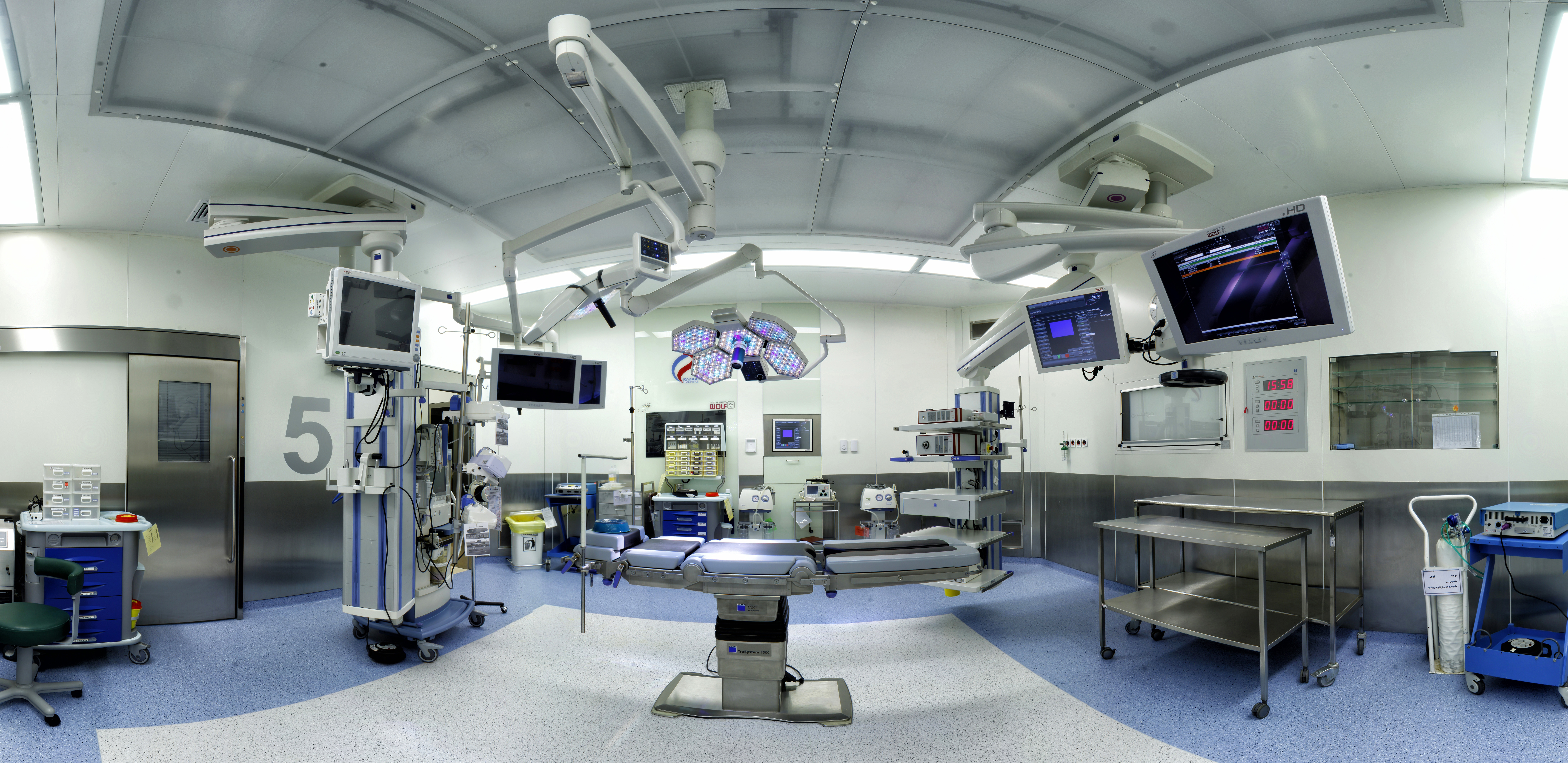
اتاق عمل

بیمارستان دارای پنج اتاق عمل قلب و عروق و شش اتاق عمل جراحی‌های عمومی است. سالن استریل و ICU نیز نزدیک اتاقهای عمل واقع شده‌اند. اتاق‌های عمل دو به دو توسط اتاق رابط به یکدیگر، هم‌چنین به اتاق استریل متصل شده‌اند. به این تعداد دو اتاق عمل سرپایی در بخش اورژانس نیز افزوده می‌شود.

#### واحد بیماران بین‌الملل
این واحد با هدف سامان دهی به امور درمانی و فرایندهای غیر درمانی بیماران بین‌المللی متقاضی خدمات سلامت در بیمارستان راه اندازی شده‌است و ارتباط بیمارستان با بیماران خارجی از اولین تماس تا دریافت درمان و مراجعت به کشور مبدأ و دریافت مراقبت‌های پس از عمل را فراهم می‌سازد. هماهنگی با پذیرش جهت بستری بیمار، هماهنگی با پزشک IPD جهت ویزیت اول، تعیین پزشک پذیرش دهنده، هماهنگی با واحد ترخیص جهت برآورد هزینه درمان، هماهنگی با شرکت تسهیلگر، هماهنگی با واحد تکریم جهت چگونگی استقبال از بیمار و همراهیان وی، هماهنگی با گروه تسهیلگر جهت پیگیری بیماران و نیز ارائه بهتر خدمات غیر پزشکی از جمله وظایف کارشناسانِ واحد IPD است.
واحد بیماران بین‌الملل مرجع مورد اعتماد بسیاری از کشورها و سازمان‌های سلامت منطقه در بحث اعزام بیمار است. نگاه گردشگری سلامت به عنوان یک انتفاع بلند مدت و هدف استراتژیک موجب شده بیمارستان رضوی از نظر تعداد و نیز درآمد حاصل از گردشگر خارجی سلامت در کشور و منطقه پیشتاز باشد. در همین راستا سالانه کنگره بین‌المللی گردشگری سلامت در بیمارستان برگزار می‌شود که محل هم‌اندیشی افراد دخیل و تأثیرگذار در این حیطه است.

### معاونت آموزشی و پژوهشی
این معاونت که از ابتدای سال ۱۳۹۲با هدف ساماندهی فعالیت‌های پراکنده آموزشی و پژوهشی در بیمارستان ایجاد شده‌است، بخش‌های مختلفی از جمله امور علمی بین‌الملل و کنگره‌ها، کتابخانه، ترجمه، آموزش، انتشارات، مجله بین‌المللی پزشکی رضوی، خدمات پژوهشی و واحد تحقیقات را در بر می‌گیرد.

#### واحد خدمات پژوهشی
طرح‌های تحقیقاتی و اختراعات از ابتدا تا انتها تحت نظارت این معاونت انجام می‌شود. در ۴سال اول فعالیت این واحد بیش از ۱۰۰ طرح پژوهشی به انجام رسیده‌است.

#### واحد انتشارات
طراحی پمفلتهای آموزشی دربارهٔ بیماری‌های مختلف و اقدامات درمانی، اطلاعات سلامت عمومی برای جامعه و کتاب‌های آموزشی از جمله راهنمای بیماران قلبی، مراقبت از نوزاد، سرگیجه و ناباروری در این واحد انجام می‌شود.

#### مرکز تحقیقات علوم سرطان رضوی
با هدف تجمیع و تمرکز پژوهش‌های حول محور سرطان در اواخر سال ۱۳۹۴ آغاز به فعالیت نموده‌است. پروژه زیستبانک بیمارستان رضوی از مهم‌ترین پروژه‌های معاونت پژوهشی است که در سال ۱۳۹۳ در گام نخست با هدف جمع‌آوری نمونه‌های سرطان روده بزرگ و تومورهای مغزی آغاز به کار کرد و در حال حاضر یکی از زیست‌بانک‌های نمونه را در کشور و کاملاً مطابق با استانداردهای روز دنیاست و بیمارستان رضوی یکی از معدود مراکز خصوصی بوده که به این حوزه در کشور ورود پیدا کرده‌است.

#### واحد کنگره‌ها
بیش از ۷۰ کنگره بزرگ بین‌المللی را در ۷ سال اول فعالیت در رزومه خود دارد. برخی ازین کنگره‌ها در سطح تخصصی و فوق تخصصی مانند جراحی قلب به یک برند در دنیا تبدیل شده‌است.

#### مجله بین‌المللی پزشکی رضوی

مجله بین‌المللی پزشکی رضوی

فصلنامه‌ای علمی پژوهشی است به زبان انگلیسی، با قابلیت دسترسی باز و رایگان و برخوردار از مطالب تخصصی، پزشکی و سلامت. این مجله، مجله رسمی معاونت آموزشی و پژوهشی بیمارستان رضوی می‌باشد که به صورت آنلاین و نیز مجلد منتشر می‌شود. هدف این مجله، انتشار موضوعات حائز اهمیت در زمینه‌های بالینی و علمی با در نظر گرفتن جنبه‌های کاربرد پزشکی و علوم پزشکی می‌باشد. کلیه امور مجله در محیط آنلاین و در قالب وبسایت رسمی مجله انجام می‌گیرد. طیف نویسندگان، داوران، و هیئت تحریریه مجله ماهیتی بین‌المللی به آن بخشیده است. آخرین یافته‌ها و تحقیقات بین‌المللی در زمینه‌های مختلف پزشکی در قالب دست نوشته‌های اصیل، فرضیه‌ها، نوآوری‌ها در درمان، گزارش‌ها، نامه‌ها، بررسی‌ها و متاانالیزها و نیز مقالات اقتصاد سلامت، محتوای مجله پزشکی رضوی را تشکیل داده‌اند. این مجله بستری جهت تبادل اطلاعات در کلیه زمینه‌های پزشکی و علوم پزشکی نظیر نظریه‌های آموزشی و عناوین برجسته در حوزه‌های مختلف علم پزشکی است.
مجله بین‌المللی پزشکی رضوی علاوه بر کسب رتبه علمی پژوهشی از وزارت بهداشت، درمان و آموزش پزشکی جمهوری اسلامی ایران تاکنون در پایگاه‌های استنادی و دیتابانکهای بین‌المللی Index Copernicus بایگانی‌شده  در ۲۴ فوریه ۲۰۱۶ توسط Wayback Machine،Google scholar،Road،Ricest،IranMedex،Open-J-Gate و Embase نمایه شده‌است.
راه‌اندازی دوره‌های فوق تخصصی، دوره دکترا با ارائه پژوهش (PhD by Research)، فلوشیپ و مراکز تحقیقاتی در بیمارستان رضوی از مأموریت‌های این معاونت در آینده نزدیک است.

## افتخارات بیمارستان
واحد بهبود کیفیت بیمارستان رضوی ۱۹ جایزه، نشان و تاییدیه ملی و بین‌المللی را در کارنامه خود دارد. ا ز مهم‌ترین آن‌ها می‌توان به گواهینامه بین‌المللی کیفیت در ارائه خدمات پزشکی تموس از کشور آلمان و لوح الماس بالاترین سطح تاییدیه کیفیت خدمات بیمارستانی از مؤسسه ACI کانادا اشاره کرد.
‌